# Hermandad de la Caridad (Jaén)
La Hermandad de Jesús de la Caridad ante Caifás, María Santísima de la Salud y San Eufrasio, también conocida como la Hermandad de Caridad y Salud, o simplemente Hermandad de la Caridad, es una cofradía con sede canónica en la Iglesia Parroquial de Santa María Madre de la Iglesia del barrio de Las Fuentezuelas en la ciudad de Jaén (España). Realiza su salida procesional en la jornada del Lunes Santo con un solo paso.

## Historia
Creado en 2008 en la parroquia de San Eufrasio en el barrio de La Alcantarilla. En abril de 2010 fue certificado como «grupo parroquial» por el Obispado de Jaén. En enero de 2011 se trasladó a la parroquia Santa María Madre de la Iglesia, en el barrio de Las Fuentezuelas, y, unos meses después, anunció la realización de la imagen de María Santísima de la Salud por el imaginero Antonio Bernal Redondo, fue bendecida el 8 de octubre de 2011. El 12 de mayo de 2012 fue erigida como hermandad tras aprobar el obispado sus estatutos.

Procesiona en la tarde del Lunes Santo con salida a las 15:00 y entrada al templo a las 00:00
El 10 de septiembre de 2016 fue bendecida la imagen de Jesús de la Caridad, obra del sevillano Miguel Cordero Romero. El proyecto contempla un misterio en el que siete imágenes secundarias acompañaran al Señor.
El 10 de abril de 2017 realiza su primera Estación de Penitencia con la imagen titular de Jesús de la Caridad. La salida tuvo lugar desde un bajo en la Calle Venta de Cañero, junto a las instalaciones deportivas de la Salobreja.
En 2018, la Hermandad volvería a hacer historia con su segunda salida procesional, pero la primera de toda su breve historia desde su sede canónica; Santa María Madre de la Iglesia. Esta se encuentra alejada del centro histórico jiennense, por lo que la Cofradía recorre actualmente unos 7,10 kilómetros en la tarde del Lunes Santo. Durante este año también se presentan otras novedades como son la talla de Caifás; obra del imaginero Miguel Cordero Romero.
En el año 2024, se estrenan en el misterio dos soldados judíos. En el año 2025, la Hermandad presenta dos nuevas figuras secundarias realizadas por el mismo imaginero, las de Anás y José de Arimatea.

## Iconografía
- Jesús de la Caridad: el misterio representará el momento en el que Jesús es interrogado por los sumos sacerdotes y entra en la casa de Caifás donde es condenado por blasfemia. En el año 2018 se estrena la talla de Caifás junto a Jesús de la Caridad, en 2024 dos soldados judíos, mientras que los miembros del Sanedrín, Anás y José de Arimatea, fueron presentados en 2025.[7]
- María Santísima de la Salud, es una imagen de candelero o de vestir, realizada en madera policromada. Obra de Antonio Bernal Redondo en 2011.

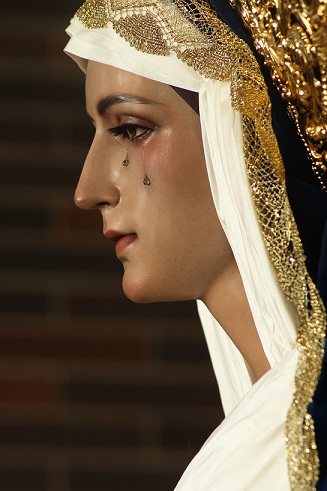
María Santísima de la Salud.

## Traje de estatutos
Los nazarenos portan un traje de estatutos compuesto por caperuz y túnica de color azul plomizo, capa de color marfil y escudo bordado en oro y plata sobre el hombro derecho, con cíngulo color oro viejo, guantes blancos y zapatos oscuros.
El escudo de la Hermandades se compone de una orla neoclásica de motivos vegetales con dos querubines. En su interior se encuentran dos óvalos, una custodia, un báculo, una mitra y una réplica del cuadro del Santo Rostro. En el óvalo izquierdo se representa a Cristo, con símbolos como la cruz arbórea en oro, además de una cinta con el mensaje en latín "CHARITAS". El óvalo izquierdo corresponde a la simbología relacionada con María Santísima de la Salud, en el que podemos ver un corazón traspasado por un puñal y rodeado de flores donde brotan azucenas, todo rodeado por un rosario y una divisa con el mensaje de  "MATER SALUTIS". En el centro del escudo destaca el báculo y la mitra de San Eufrasio, primero obispo de la diócesis de Jaén.

## Acompañamiento musical
Durante sus salidas procesionales, el paso de misterio ha sido acompañado por las siguientes bandas.
- 2017: Banda de Cornetas y Tambores del Gran Poder (Granada).
- 2018-2021: Banda de Cornetas y Tambores Monte Calvario (Martos).
- 2022-2024: Banda de Cornetas y Tambores Santísimo Cristo a la Columna "El Amarrado" (Ávila).
- 2025: Banda de Cornetas y Tambores del Gran Poder (Granada).

## Paso por la carrera oficial
| Predecesor: Cofradía de la Oración en el Huerto de la Congregación de la Vera-Cruz (Domingo de Ramos) | Orden de entrada en la carrera oficial (Lunes Santo) 1.er lugar | Sucesor: Hermandad de la Amargura |